# 芝麻螺科
芝麻螺科（學名：Planaxidae），又名平轴螺科，是生物分类学一個海螺的科級分類單元，屬於蟹守螺總科之下的海洋腹足纲软体动物。

## 型態特徵
芝麻螺科成員習慣在潮退時聚集在隱蔽、潮濕的地方。具有與玉黍螺科物種類似的圓錐形螺殼，只是芝麻螺科物種的前水管溝較闊和較淺。

## 分類
根據2005年《布歇特和洛克羅伊的腹足類分類》，芝麻螺科屬吸螺類支序之下的蟹守螺總科，由下列兩個亚科組成：
- 芝麻螺亞科 Planaxinae Gray, 1850
- 小堡螺亞科 Fossarinae A. Adams, 1860：原為科級分類單元（Fossaridae）。

2017年《布歇特等人的腹足類分類》，蟹守螺總科從過往直屬於吸螺類支序改為新進腹足亞綱支序之下的地位未定分類單元，其餘不變。

### 亞科與屬
芝麻螺科包括下列各個包括現生種的亞科與屬：
- 芝麻螺亞科 Planaxinae
  - Angiola（英语：Angiola） Dall（英语：W.H. Dall）, 1926
  - Fissilabia Macgillivray, 1836
  - Halotapada Iredale, 1936
  - Hinea（英语：Hinea） Gray, 1847
  - Holcostoma H. Adams & A. Adams, 1853
  - 芝麻螺屬 Planaxis（英语：Planaxis） Lamarck, 1822
  - Simulathena Houbrick, 1992
  - Supplanaxis（英语：Supplanaxis） Thiele, 1929
- 小堡螺亞科 Fossarinae
  - Conradia（英语：Conradia） A. Adams, 1860
  - Fossarus Philippi（英语：Rodolfo Amando Philippi）, 1841：異名有Maravignia Aradas & Maggiore, 1844
  - Larinopsis J. H. Gatliff & C. J. Gabriel, 1916
  - Nilsia Finlay（英语：Harold John Finlay）, 1926
  - Zeradina Finlay（英语：Harold John Finlay）, 1926

## 外部連結
- 維基物種上的相關：芝麻螺科
- . ITIS.
- Powell A. W. B.（英语：Arthur William Baden Powell）, New Zealand Mollusca, William Collins Publishers Ltd, Auckland, New Zealand 1979 ISBN 0-00-216906-1
- GBIF （页面存档备份，存于）